# Fundación OpenPOWER
La Fundación OpenPOWER es una colaboración en torno a productos basados en Power ISA (incluido PowerPC) iniciada por IBM y anunciada como el Consorcio OpenPOWER el 6 de agosto de 2013. IBM está desarrollando tecnologías que giran en torno a productos estructurales de su sistema Power, como especificaciones de procesadores, sólidos y programas informáticos, y colaborará con sus asociados en la elaboración de modelos en colaboración.
El objetivo es que los ecosistemas proveedores de servidores puedan crear sus propios servidores, redes y equipos de almacenamiento adaptados a sus necesidades para futuros centros de datos y cálculos de nubes.
El 20 de agosto de 2019, IBM anunció que la Fundación OpenPOWER formaría parte de la Fundación Linux.

## Abriendo
IBM usa el término "abierto" para describir este proyecto de tres maneras.
1. IBM licencia la tecnología de microprocesador abiertamente a sus socios. Comparten "planos" de hardware y software con sus socios, por lo que pueden contratar a IBM u otras compañías para fabricar procesadores y otros chips relacionados.
2. IBM colabora siguiendo un modelo de negocio de tipo abierto donde los participantes comparten tecnologías e innovaciones entre sí.
3. Aproveche el software de código abierto como el sistema operativo Linux.

## Miembros
Los miembros fundadores son Google, IBM, Mellanox, Nvidia, Tyan e Inspur.
En diciembre de 2013, tras la personificación, los miembros participantes eran Canonical, Samsung, Micron, Hitachi, Emulex, Fusion-IO, SK Hynix, Xilinx, Centro de supercomputación Jelich, Oregon State University, etc.